# Felix Wachter
Felix Wachter (* 16. November 1923 in Deutsch Schützen, Gemeinde Deutsch Schützen-Eisenberg; † 8. September 2004) war ein österreichischer Politiker (ÖVP) und Landwirt. Er war von 1953 bis 1956 Abgeordneter zum Burgenländischen Landtag.

## Leben
Wachter wurde als Sohn des Landwirts und Kaufmanns Josef Wachter geboren und war der Bruder von Franz Wachter. Er besuchte die Volksschule in Deutsch-Schützen und danach das Gymnasium St. Rupert in Bischofshofen. 1938 verließ er das Gymnasium und besuchte im Anschluss die Missionsschule in St. Wendel (Saarland) bzw. das Gymnasium in Wien. Er brach 1939 die Schule ab und arbeitete danach im elterlichen Betrieb. Ab 1941 war er im Reichsarbeitsdienst eingesetzt, danach diente er zwischen 1942 und 1945 in der Wehrmacht, wobei er in britische Kriegsgefangenschaft geriet. Nach dem Ende des Krieges arbeitete Wachter ab 1945 wieder in der elterlichen Landwirtschaft sowie im Lebensmittelgeschäft. Zwischen 1951 und 1953 war er Sekretär der Katholischen Aktion in Eisenstadt, wo er seine spätere Frau Margarete (geb. Csadek) kennenlernte. Zwischen 1956 und 1966 führte er erneut die Gemischtwarenhandlung in Deutsch-Schützen. Daneben engagierte sich Wachter im Weinbau und war einer der ersten Bio-Weinproduzenten des Burgenlandes. Zudem arbeitete er zwischen 1971 und 1986 als Angestellter des Wasserbauamts in Oberwart.
Wachter war verheiratet und hatte sieben Kinder.
Im Jahr 2019 erschien ein Manuskript von ihm über seine Erinnerungen und Erfahrungen, die er als Wehrmachtsangehöriger im Zweiten Weltkrieg erlebte, als Buch mit dem Titel Mein Kampf mit Hitler – wie ein junger Mensch es sah.

## Politik
Wachter vertrat die ÖVP zwischen dem 19. März 1953 und dem 11. Juni 1956 im Burgenländischen Landtag.